# Vertigo gouldi
Vertigo gouldi är en snäckart som först beskrevs av A. Binney 1843.  Vertigo gouldi ingår i släktet Vertigo och familjen puppsnäckor. Inga underarter finns listade i Catalogue of Life.